# 仁田義雄
仁田 義雄（にった よしお、1946年6月11日 - ）は、日本の日本語学者。学位は、文学博士（大阪大学・論文博士・1991年）（学位論文「語彙論的統語論」）。大阪大学名誉教授。定年後関西外国語大学教授。日本語文法学会初代会長。

## 略歴
大阪府茨木市生まれ。1971年神戸大学文学部国文科卒、1975年東北大学大学院文学研究科博士課程単位取得中退。大阪女子大学助教授、大阪大学文学部助教授、大阪外国語大学教授、2007年大阪大学大学院言語文化研究科言語社会専攻教授。1991年「語彙論的統語論」で大阪大学より文学博士の学位を取得。2012年定年、名誉教授、関西外国語大学教授。

## 著作

### 単著
- 『語彙論的統語論』明治書院、1980年。
- 『日本語のモダリティと人称』ひつじ書房〈日本語研究叢書〉、1991年。ISBN 4-938669-02-1
- 『日本語文法研究序説：日本語の記述文法を目指して』くろしお出版、1997年。ISBN 4-87424-148-4
- 『辞書には書かれていないことばの話』岩波書店〈もっと知りたい!日本語〉、2002年。ISBN 4-00-006825-3
- 『副詞的表現の諸相』くろしお出版〈新日本語文法選書〉、2002年。ISBN 4-87424-254-5
- 『ある近代日本文法研究史』和泉書院〈研究叢書〉、2005年。ISBN 4-7576-0303-7
- 『仁田義雄日本語文法著作選』全4巻、ひつじ書房
  - 第1巻「日本語の文法カテゴリをめぐって」2009年。ISBN 978-4-89476-450-7
  - 第2巻「日本語のモダリティとその周辺」2009年。ISBN 978-4-89476-451-4
  - 第3巻「語彙論的統語論の観点から」2010年。ISBN 978-4-89476-452-1
  - 第4巻「日本語文法の記述的研究を求めて」2010年。ISBN 978-4-89476-453-8
- 『日本語文法研究の歩みに導かれ』くろしお出版、2012年。ISBN 978-4-87424-552-1
- 『文と事態類型を中心に』くろしお出版、2016年。ISBN 978-4-87424-709-9
- 『国語問題と日本語文法研究史』ひつじ書房、2021年。ISBN 978-4-8234-1114-4

### 共編著
- 『日本語のモダリティ』益岡隆志共編、くろしお出版、1989年。ISBN 4-87424-035-6
- 『日本語のヴォイスと他動性』、くろしお出版、1991年。ISBN 4-87424-056-9
- 『日本語の格をめぐって』くろしお出版、1993年。ISBN 4-87424-086-0
- 『日本語要説』工藤浩・小林賢次・真田信治・鈴木泰・田中穂積・土岐哲・畠弘巳・林史典・村木新次郎・山梨正明共著、ひつじ書房、1993年。
- 『複文の研究・』くろしお出版、1995年。
  - 上：ISBN 4-87424-104-2
  - 下：ISBN 4-87424-105-0
- 『日本語類義表現の文法』宮島達夫共編、くろしお出版、1996年。
  - 上 (単文編)：ISBN 4-87424-109-3
  - 下 (複文・連文編)：ISBN 4-87424-110-7
- 『日本語文法：体系と方法』川端善明共編、ひつじ書房〈ひつじ研究叢書：言語編〉、1997年。ISBN 4-938669-92-7
- 『日本語の文法：文の骨格』柴谷方良・村木新次郎・矢沢真人共著、岩波書店、2000年。ISBN 4-00-006716-8
- 『日本語の文法：モダリティ』森山卓郎・工藤浩共著 岩波書店、2000年。ISBN 4-00-006718-4
- 『活用論の前線』三原健一共編、益岡隆志・野田尚史・吉永尚・西山國雄・田川拓海共著、くろしお出版、2012年。ISBN 978-4-87424-571-2
- 『場面と主体性・主観性』澤田治美・山梨正明共編、ひつじ書房〈ひつじ研究叢書：言語編〉、2019年。ISBN 978-4-89476-844-4

### 論文
- Cinii